# Chaintré
Chaintré ist eine französische Gemeinde mit 564 Einwohnern (Stand 1. Januar 2022) im Département Saône-et-Loire in der Region Bourgogne-Franche-Comté. Die Gemeinde ist Teil des Arrondissements Mâcon und Teil des Kantons La Chapelle-de-Guinchay. Die Einwohner werden Chaintréens genannt.

## Geografie
Chaintré liegt in der Landschaft Mâconnais in unmittelbarer Nachbarschaft zum Beaujolais im Weinbaugebiet Bourgogne; hier wird aus den Trauben vor allem der Crémant de Bourgogne produziert. Ferner darf der Weißwein Pouilly-Fuissé hergestellt werden.
Umgeben wird Chaintré von den Nachbargemeinden Vinzelles im Norden, Varennes-lès-Mâcon im Osten und Nordosten, Crêches-sur-Saône im Süden und Südosten, Chânes im Süden, Leynes im Westen sowie Fuissé im Nordwesten.

## Bevölkerungsentwicklung
| Jahr                      | 1962 | 1968 | 1975 | 1982 | 1990 | 1999 | 2006 | 2011 | 2016 |
| ------------------------- | ---- | ---- | ---- | ---- | ---- | ---- | ---- | ---- | ---- |
| Einwohner                 | 396  | 398  | 352  | 372  | 503  | 503  | 519  | 525  | 572  |
| Quelle: Cassini und INSEE |      |      |      |      |      |      |      |      |      |

## Sehenswürdigkeiten

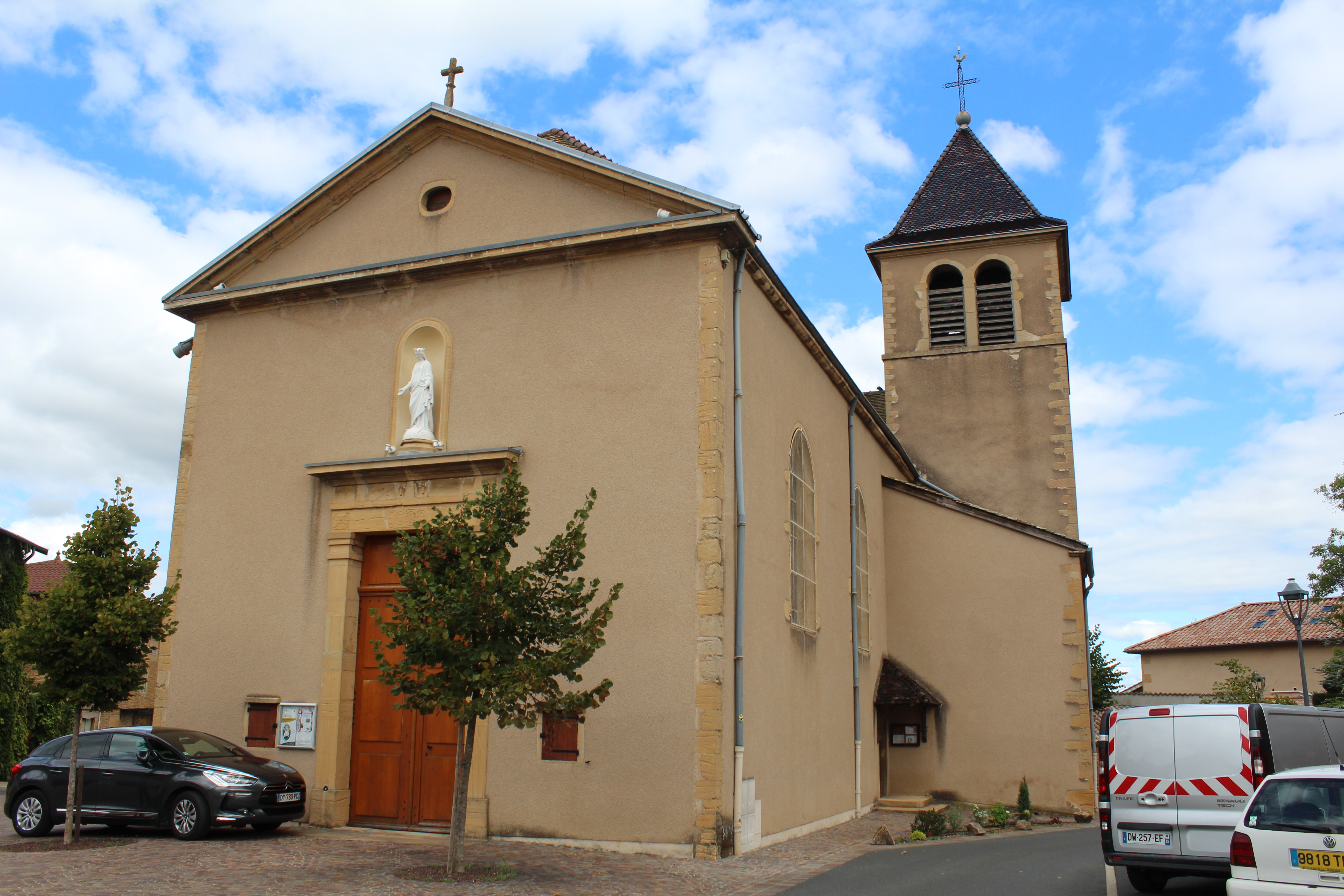
Kirche Notre-Dame-de-l’Assomption
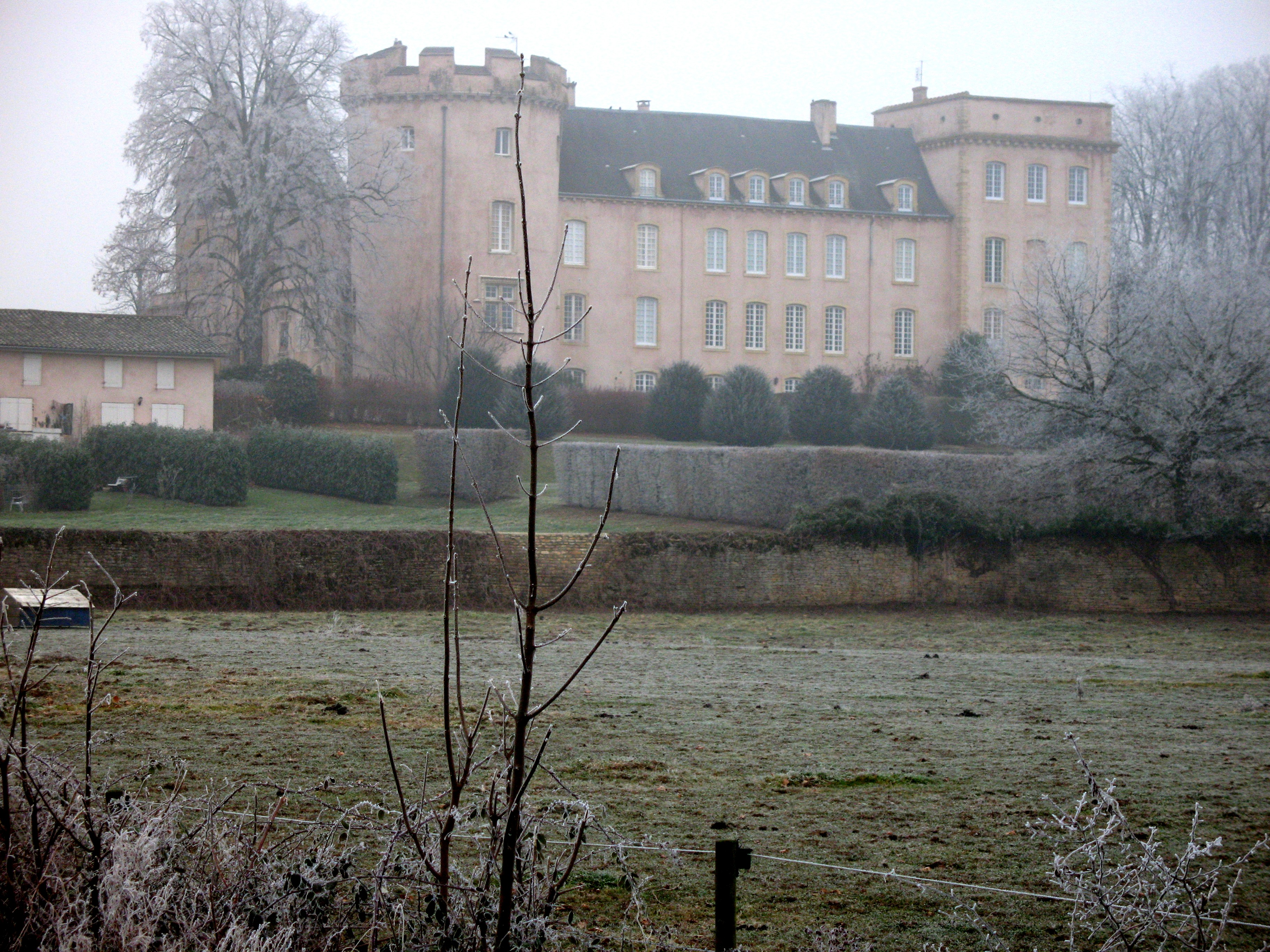
Schloss Chaintré

- Kirche Notre-Dame-de-l’Assomption
- Schloss Chaintré